# Montabon
Montabon is een plaats en voormalige gemeente in het Franse departement Sarthe in de regio Pays de la Loire en telt 713 inwoners (1999). De plaats maakt deel uit van het arrondissement La Flèche. Montabon is op 1 oktober 2016 gefuseerd met de gemeenten Château-du-Loir en Vouvray-sur-Loir tot de gemeente Montval-sur-Loir. 

## Geografie
De oppervlakte van Montabon bedraagt 7,5 km², de bevolkingsdichtheid is 95,1 inwoners per km².
De onderstaande kaart toont de ligging van Montabon met de belangrijkste infrastructuur en aangrenzende gemeenten.

## Demografie
Onderstaande figuur toont het verloop van het inwonertal (bron: INSEE-tellingen).